# 為中國文化敬告世界人士宣言
《為中國文化敬告世界人士宣言：我們對中國學術研究及中國文化與世界文化前途之共同認識》（A Manifesto on the Reappraisal of Chinese Culture：Our Joint Understanding of the Sinological Study Relating to World Cultural Outlook）一文，由唐君毅起草，經張君勱、牟宗三、徐復觀反復修正，後以四人名義聯署發表於《民主評論》1958年1月號，學術界通稱之為「當代新儒家」宣言。

## 发表背景
文章發表後，又以〈中國文化與世界〉為題，收入唐先生《中華民族之花果飄零》與《中華人文與當今世界》兩書；也作為附錄，收入張先生《中西印哲學文集》一書。英譯本則曾在臺北《中國文化》雜誌與香港《中國宗教》等處刊出。

## 内容
此文代表當時新儒家學者的憂患意識，以及對中國文化及政治所作之反思。其文涵蓋：研究中國學術文化之基本應有之態度、中國文化之特性、中西哲學之異同、中國文化之倫理與宗教及「心性之學」之意義、如何從中國文化中開出民主與科學、由近世中國政治的現實中尋求建立民主制度之途、及世界文化相互學習融通之途。
文中強調中國文化須接受西方或世界之文化，使中國人在自覺成為一道德的主體之外，兼自覺為一政治的主體、認識的主體及實用技術活動的主體。而西方文化發展至今日，面臨許多問題，也應該學習東方之智慧。
該文承認「中國歷史文化中，缺乏西方近代之民主制度之建立，與西方之科學，及現代之各種實用技術」，並認為中國今後政治之光明前途，「只有係（繫）於民主政治之建立」「亦需要科學與實用技術」；但否定胡適等人的指控—中國文化在本質上「反民主」。
此文堅持中國文化不僅有萬古常新的普世價值，而且還有非常重要的現代意義，如無中國文化的迎迓接引，西方的民主和科學絕對無法在中國安家落戶。

## 外部連結
- 為中國文化敬告世界人士宣言 ─ 我們對中國學術研究及中國文化與世界文化前途之共同認識 （页面存档备份，存于）